# Distretto di Monza
Il distretto di Monza era il nome di un distretto ideato dal governo della Repubblica Cisalpina nel Dipartimento d'Olona dopo il colpo di Stato del 1798.

## Storia
La Costituzione della Repubblica Cisalpina progettò un nuovo ordinamento degli enti locali lombardi, partendo dal presupposto di una nuova geografia basata su una razionalizzazione illuministica anziché sui retaggi di secoli di storia. 

La funzione dei distretti, che andavano a sostituire l'istituto plurisecolare della pieve, sarebbe divenuto quello di svolgere le più alte funzioni municipali nelle aree di notevole parcellizzazione comunale. 

Il colpo di stato del 1798 ne ridusse il numero, onde ricavare risparmi per le spese belliche.
Il distretto di Monza divenne il numero 33 dell'Olona.
L’invasione tedesca del 1799 portò il licenziamento delle nuove autorità e un provvisorio compartimento delle vecchie pievi. Al ritorno dei francesi nel 1800 ora su basi politiche borghesi, tutti i poteri locali furono conferiti all’amministrazione provinciale.

## Territorio
Il territorio venne composto da: Biassono, Cassina de' Gatti, Cologno, Moncucco, Monza, San Damiano, San Giuliano, Sant'Alessandro. Sesto San Giovanni e Vedano.

## Distretto di Monza
Prefigurati della compartimentazione dei tribunali della Repubblica Italiana del 1802, i nuovi distretti del Regno d'Italia del 1805 corrispondevano agli arrondissements francesi. Grandi ripartizioni dei dipartimenti, erano sedi di sottoprefettura e di rappresentanza intercomunale tramite un Consiglio distrettuale di undici membri, mentre i vecchi distretti diventavano cantoni dotati solo di un giudice di pace e un cancelliere del censo.
Il distretto di Monza comprendeva quattro cantoni, inizialmente quello omonimo, di Carate, di Vimercate e di Gorgonzola. Il primo era composto da 22 comuni poi raggruppati in 7, il secondo da 24 divenuti soltanto 7, il terzo da 27 scesi a 10, il quarto da 33 aggregati poi in 11. La popolazione complessiva era di 87.000 anime. Si aggiunse successivamente poi anche il cantone di Desio dove erano stati aggregati 9 comuni.